# Claas
 (avril 2014).
Si vous disposez d'ouvrages ou d'articles de référence ou si vous connaissez des sites web de qualité traitant du thème abordé ici, merci de compléter l'article en donnant les références utiles à sa vérifiabilité et en les liant à la section « Notes et références ».
 (juin 2015).
Le Groupe Claas (orthographié en capitales, CLAAS, par le groupe) est un constructeur allemand de matériel agricole, qui a racheté le constructeur français Renault Agriculture. Les usines de production de certains modèles de tracteurs sont situées au Mans en France.

## Historique

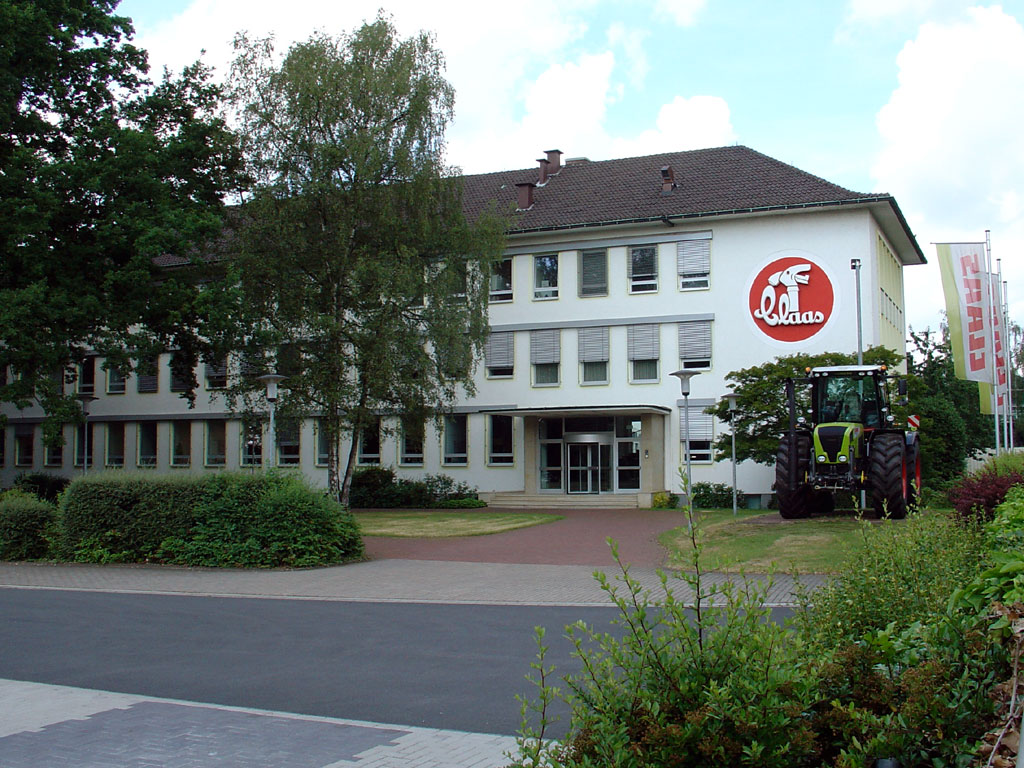
Siège de Claas, Harsewinkel.

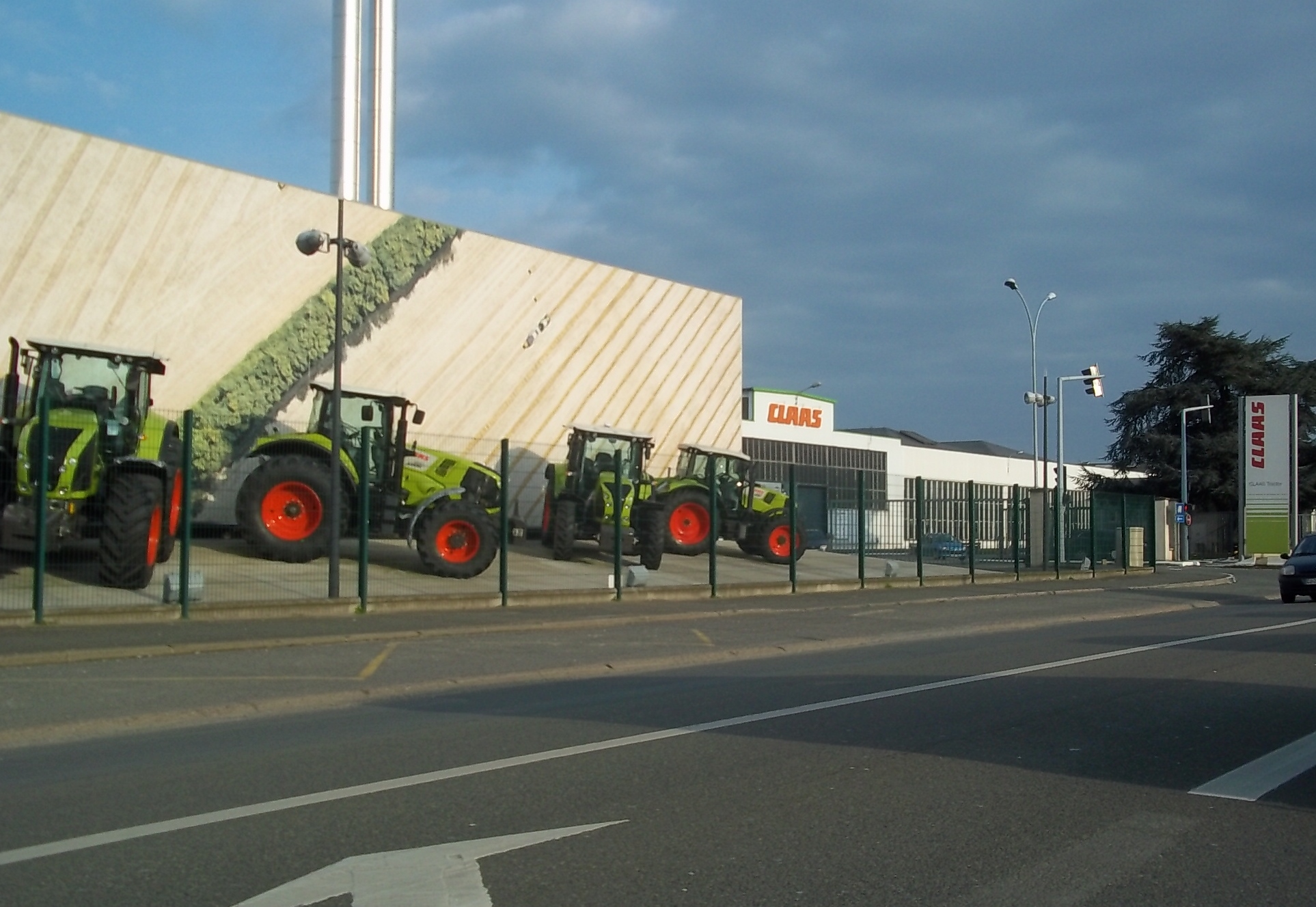
Usine Claas Tractor, Le Mans

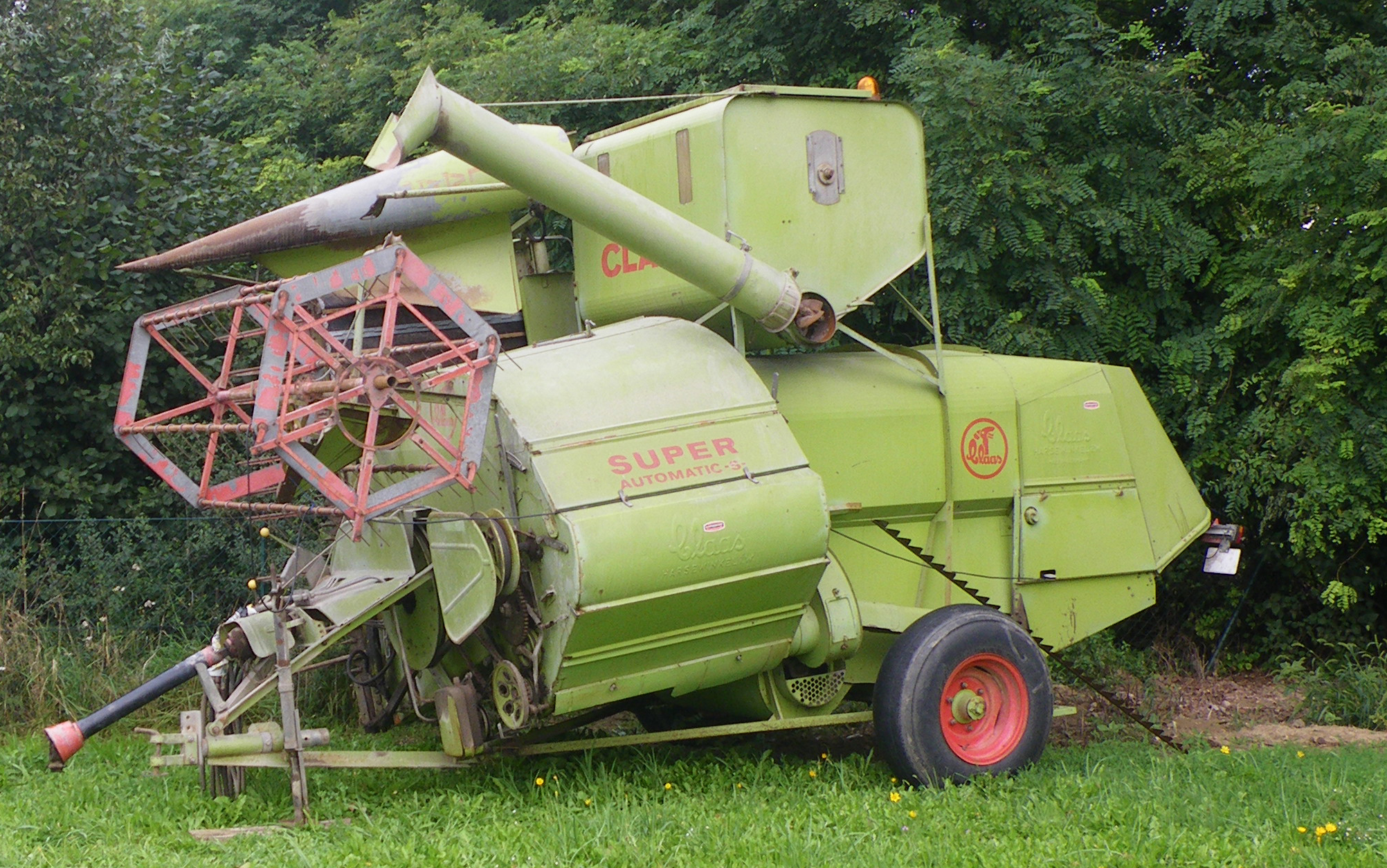
Claas Super automatic.

### Origine
Le groupe Claas a ses origines dans une société de fabrication de centrifugeuses à lait fondée en 1887 par Franz Claas. Vers 1900, il s'oriente vers la production de lieuses de paille. Il développe à partir de lieuses mécaniques britanniques un propre modèle qu'il commercialise en 1907. En août 1913, son fils August Claas reprend la société de fabrication et réparation de lieuses à Clarholz. Le 12 janvier 1914, il fonde avec ses frères Bernhard et Franz la société Gebr. Claas.
Les trois frères rentrent indemnes de la Première Guerre mondiale et déplacent la production à Harsewinkel en 1919. Les restrictions de l'après-guerre les obligent à se concentrer sur la réparation et l'amélioration de lieuses usagées. Les exportations vers les Pays-Bas assurent des revenus en devise plus stable que le Papiermark victime d'hyperinflation. En 1921, August Claas dépose un brevet pour une lieuse améliorée. La société exporte alors également vers la France et la Belgique.

### Développement
- 1930 - Début du développement de la première moissonneuse-batteuse
- 1953 - Lancement des premières moissonneuses-batteuses automotrices
- 1955 - M. Roche entre dans l'entreprise en tant que sponsor de la société Granulats Roche
- 1956 - Création de l'usine de Paderborn en Allemagne
- 1962 - Démarrage de la production dans la nouvelle usine de presses de Metz en France
- 1973 - Présentation de la première ensileuse automotrice
- 1995 - Lancement de la nouvelle moissonneuse-batteuse Lexion (championne du monde avec 40 tonnes de céréales/heure)
- 1997 - Acquisition d'une nouvelle usine à Törökszentmiklós en Hongrie
- 2003 - En devenant actionnaire majoritaire de Renault Agriculture, Claas étend sa palette de produits aux tracteurs. Renault Agriculture passe alors sous pavillon allemand.
- 2007 - Début de la construction d'une nouvelle usine de moissonneuses-batteuses à Morinda, dans l'état indien du Penjab
- 2008 - Claas rachète la totalité des parts de Renault Agriculture, qui devient ainsi Claas Tractor S.A.S.
- 2010 - Lancement des nouvelles Lexion et des Xerion 4500/5000
- 2011 - Présentation de l'Axion 900 au SIMA 2011
- 2012 - Inauguration du nouveau Centre d'Essais et de Validation Tracteurs (France)
- 2013 - Présentation de l'Axion 850 (Stage 4) au SIMA 2013
- 2014 - Une toute nouvelle gamme de tracteurs d'une puissance allant jusqu'à 109 ch est lancée : l'Atos[2]
- 2015 - Claas installe deux nouveaux bancs d'essais à Trangé[3]
- 2016 - La 50 000e Lexion  quitte la chaîne de montage d'Harsewinkel
- 2019 - L'Axion 960 est dérivé en version Terra Trac (chenilles à l'arrière)
- 2025 - La 75 000e Lexion quitte la chaîne de montage d'Harsewinkel

## Activité en France
Claas Tractor Sas en 2017 emploie 964 personnes à Vélizy, Gauville-la-Campagne, Le Mans (ex-Renault Agriculture), Ibigny et Trangé, a réalisé un chiffre d'affaires de 683 millions d'euros et enregistré une perte nette de 6 millions d'euros[réf. souhaitée].
Claas possède une usine à Woippy où sont fabriquées les presses et une à Beauvais où sont fabriquées les transmissions.

## Produits

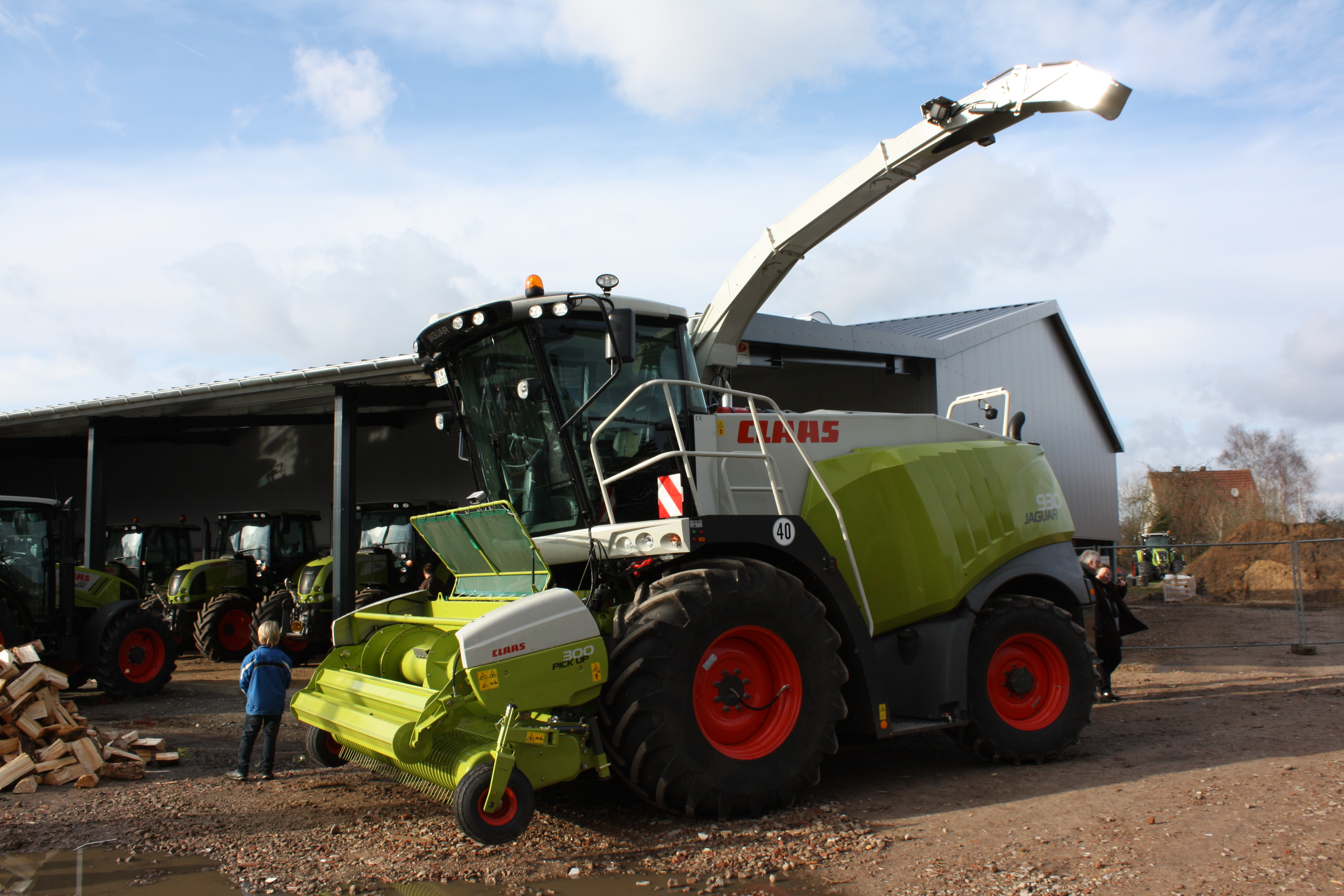
Claas Jaguar 930.

### Tracteurs
Après avoir commercialisé en Europe les Claas Challenger construits par Caterpillar, Claas devient un des principaux constructeurs de tracteurs agricoles en Europe avec une gamme de 88 modèles allant de 75 à 653 ch.
L'usine de tracteurs Claas installée au Mans a fêté en mars 2014 la livraison de son 100 000e tracteur produit sur cette chaîne.

### Ensileuses
Claas produit l'ensileuse automotrice Jaguar qu'il présente sur son site comme la plus vendue au monde. En France le groupe représente 55 % des ensileuses en CUMA (Coopérative d’utilisation de matériel agricole) en 2017.

### Moissonneuses-batteuses
Claas est aussi leader dans la production de moissonneuses-batteuses[réf. nécessaire], notamment les LEXION, les TRION ou encore les EVION. 

### Chaîne verte
L'entreprise est spécialiste de la récolte du fourrage : des faneuses (ou « pirouettes »), des andaineurs, des faucheuses — automotrices, portées, traînées, à tambour (Corto) et à disques (Disco) —, ainsi que des presses à balles rondes à chambre fixe (Rollant) et à chambre variable (Variant), des enrubanneuses (derrière les Rollant : Uniwrap), des presses à balles parallélépipédiques (Quadrant) et enfin des autochargeuses (Cargos, Quantum)—, des systèmes de guidage, des produits consommables tels que les filets, les ficelles, les films d'enrubanneur, et encore des outils, des appareils de mesure, etc..

## Usines

### En Europe

#### Allemagne

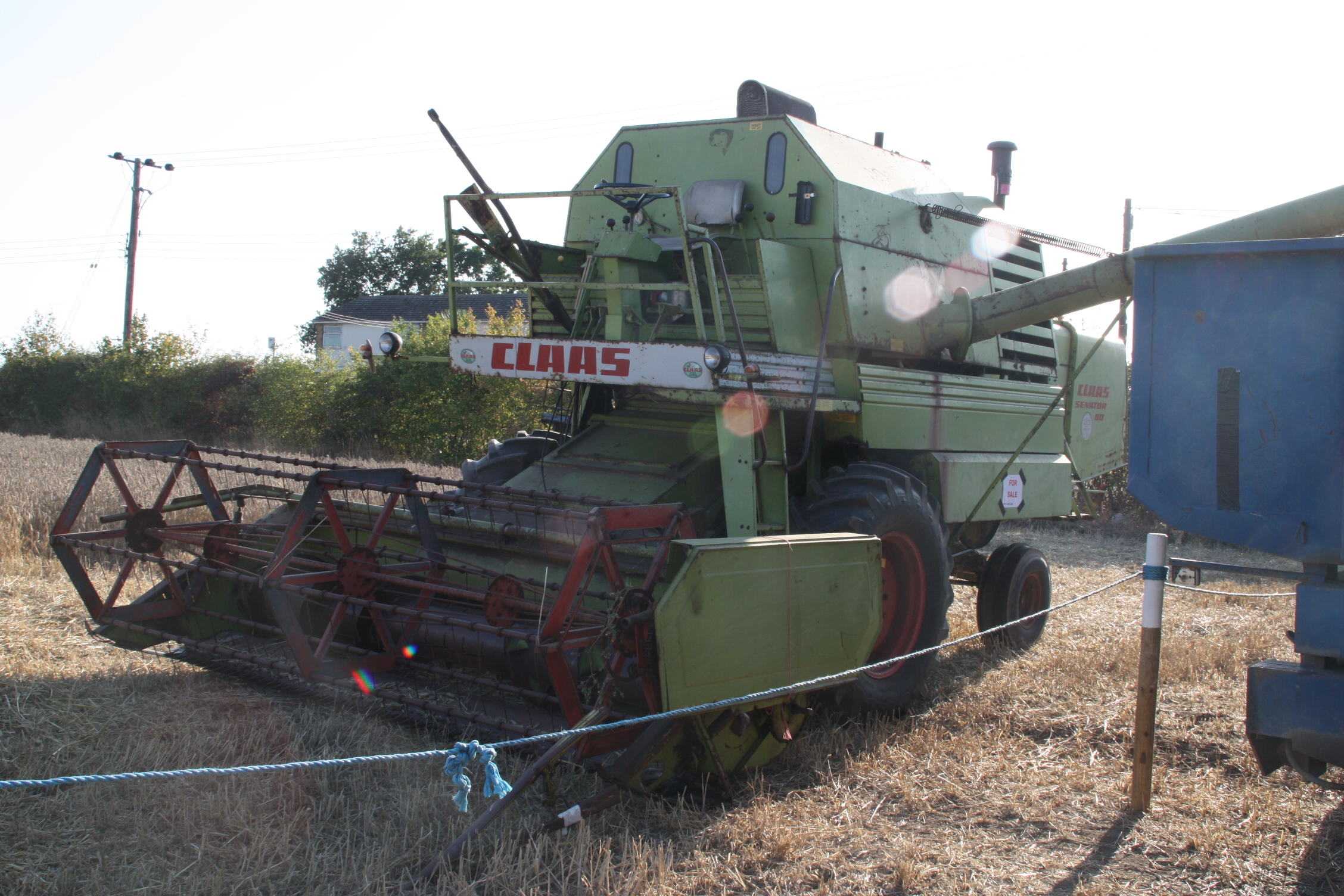
Moissonneuse-batteuse Claas Senator.

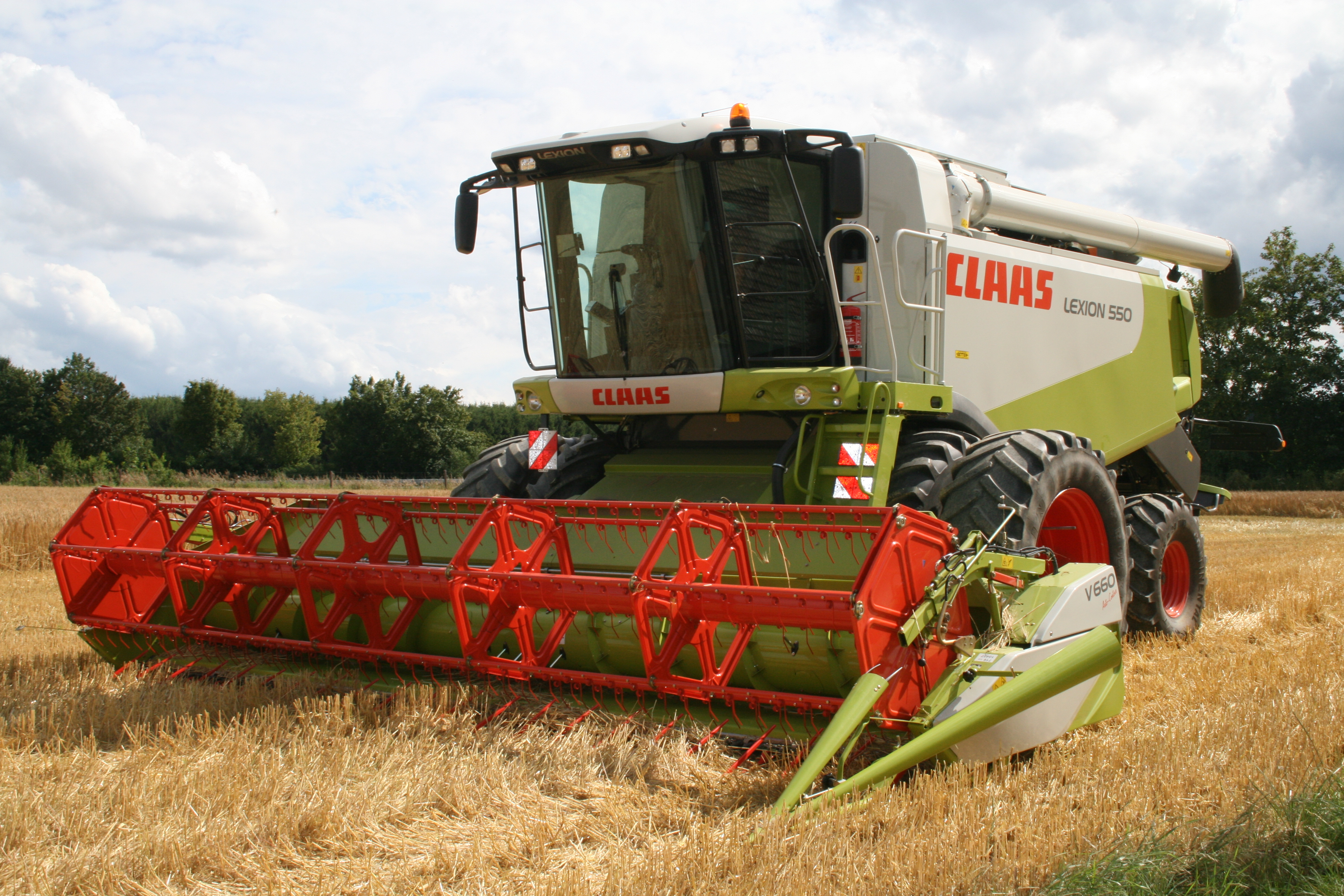
Moissonneuse-batteuse Claas Lexion 550.

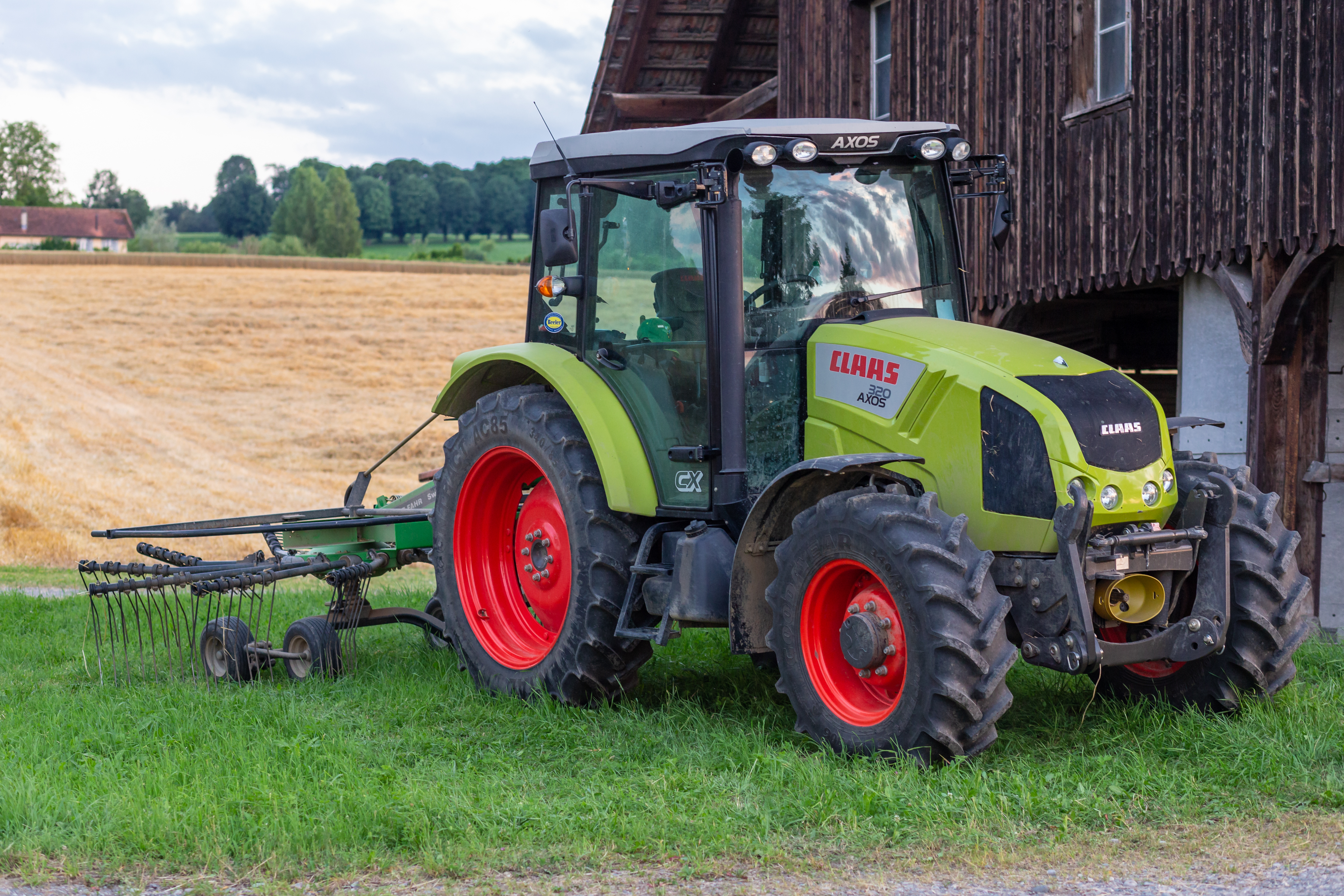
Tracteur Claas Axos 320.

- Harsewinkel : moissonneuses-batteuses, ensileuses automotrices, tracteurs
- Bad Saulgau : faucheuses, faneuses, andaineurs, autochargeuses
- Hamm : logistique et pièces
- Bielefeld : Agrocom (fermée)
- Beelen
- Paderborn : transmissions, composants hydrauliques.
- Nördlingen
- Wiefelstede

#### France
- Le Mans : tracteurs
- Woippy : presses

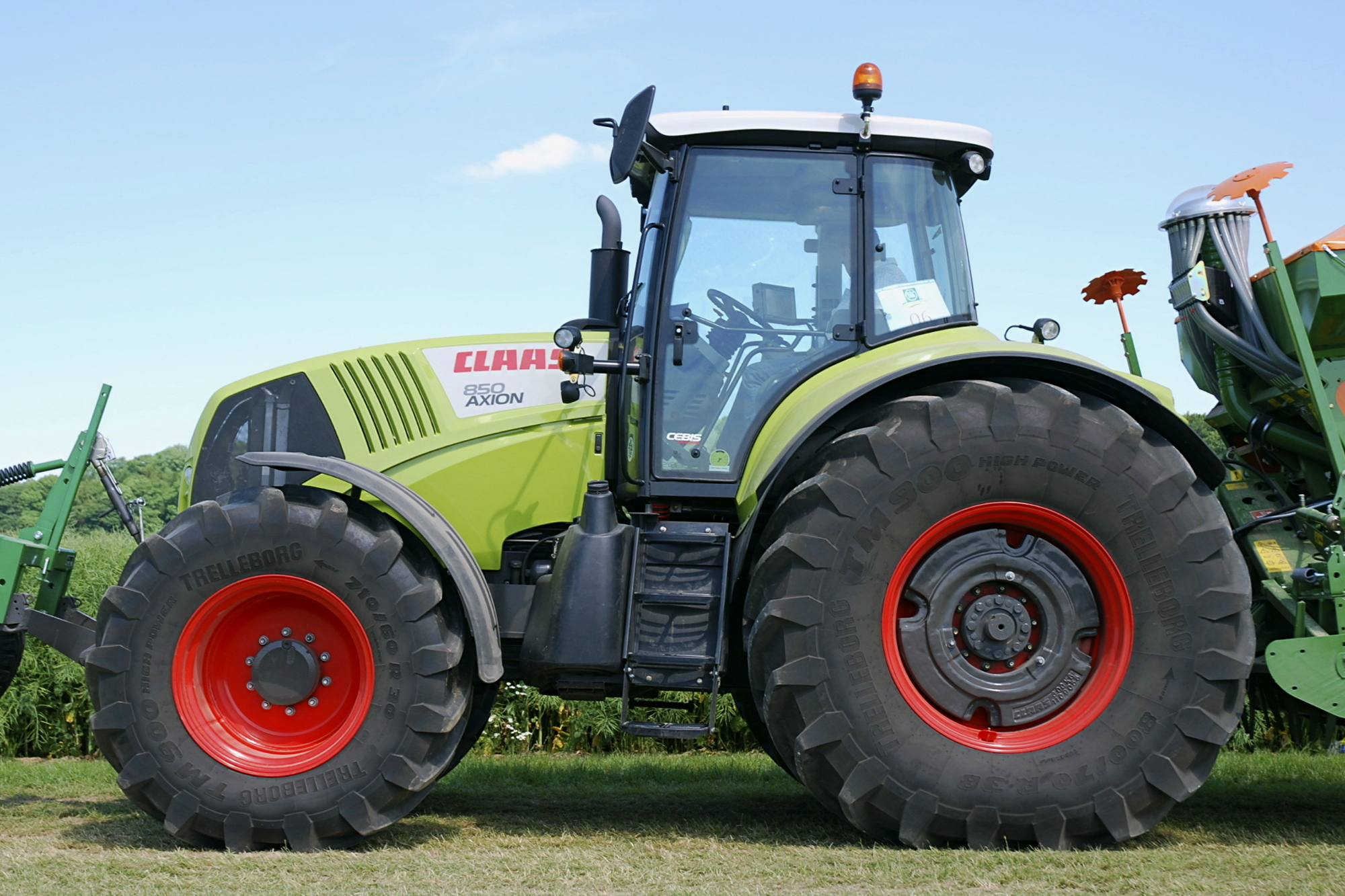
tracteur Claas Axion 850.

- Vélizy-Villacoublay : siège social et bureau d'études tracteurs
- Beauvais : transmissions
- Ymeray : siège social de CLAAS France et de CLAAS Réseau Agricole

#### Hongrie
- Törökszentmiklós : composants, barres de coupes de moissonneuses-batteuses, faucheuses à tambour

#### Ouzbékistan
- Tachkent : moissonneuses-batteuses, tracteurs

#### Russie
- Krasnodar : moissonneuses-batteuses, tracteurs

### En Amérique du Nord

#### États-Unis
- Omaha, Nebraska : moissonneuses-batteuses Lexion CAT et aujourd'hui les Lexions de Claas toujours au couleur de Caterpillar.

### En Amérique du Sud

#### Argentine
- Oncativo, province de Córdoba : moissonneuses-batteuses[9]
- Florentino Ameghino, province de Buenos Aires : pièces de moissonneuse batteuse[10]

### En Asie

#### Inde
- Faridabad : moissonneuses-batteuses
- Morinda : moissonneuses-batteuses

## Controverse
En novembre 2022, le quotidien Die Zeit avance que le fabricant de machines agricoles Claas du district de Gütersloh a probablement l'intention d'enfreindre les réglementations en vigueur en matière de sanctions contre la Russie. Selon des documents internes du groupe de Harsewinkel, Claas envisagerait depuis plusieurs mois de contourner les restrictions à l'exportation afin de reprendre la production dans une usine russe en 2023. Ces pièces destinées à des machines agricoles sont soumises à des sanctions parce qu'ils peuvent être intégrées dans du matériel de guerre. Le groupe nie ces allégations.

## Voir aussi

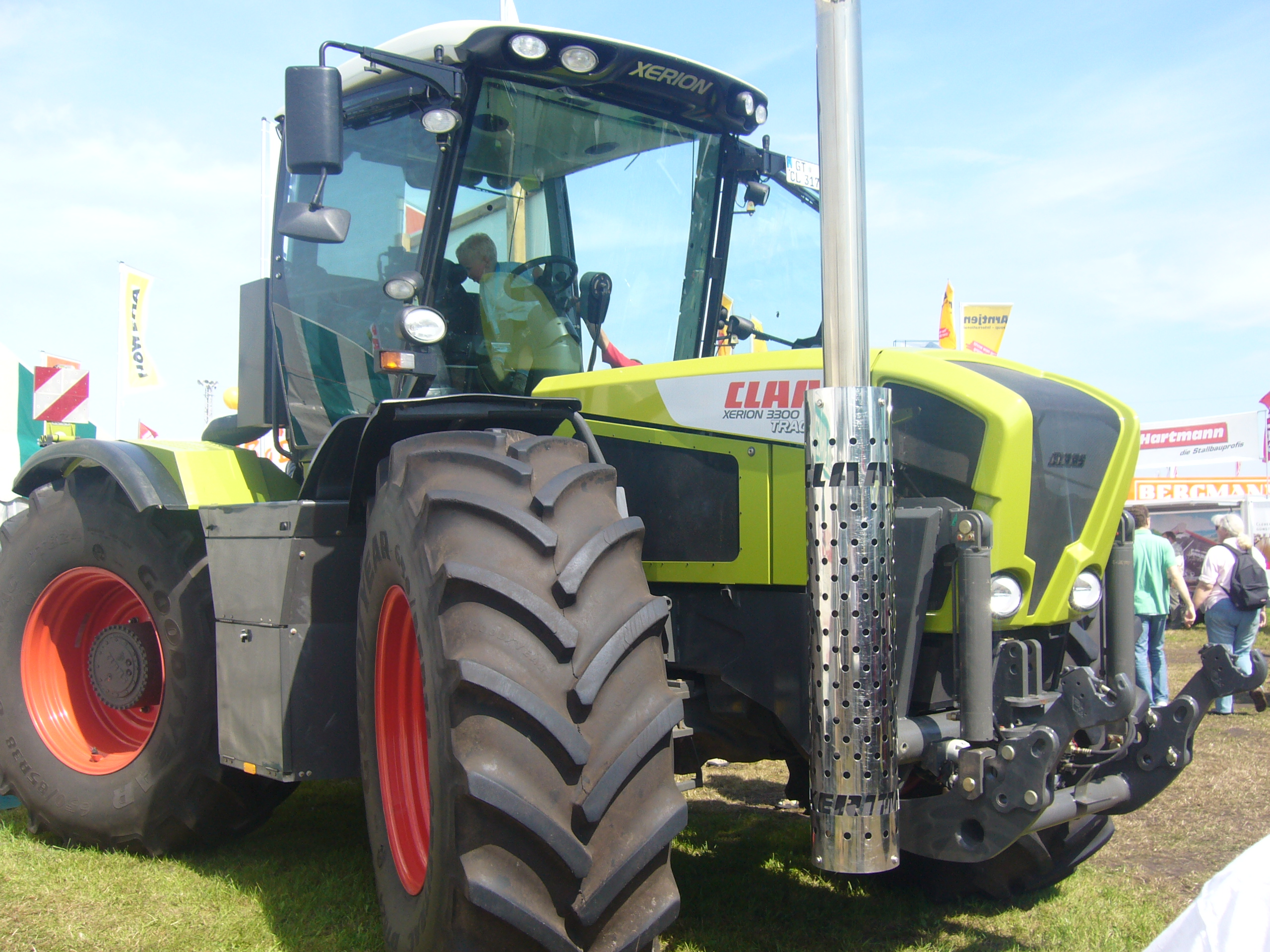
Claas Xerion 3300.